# Тюбінгенська обсерваторія
Громадська обсерваторія Тюбінгена (нім. Volkssternwarte Tübingen) — обсерваторія, фінансована містом Тюбінген, колишній науково-дослідний інститут Тюбінгенського університету. Розташована поруч із будівлею Технологічного парку Тюбінген-Ройтлінген.

## Історія
В Тюбінгені давно проводилися астрономічні дослідження, зокрема в галузі оптики, астрономічного приладобудування, визначення часу та фотометрії.
У 1507 році герцог Ульріх Вюртемберзький призначив вченого пастора й майстра інструментів Йоганна Штеффлера першим викладачем астрономії в Тюбінгенському університеті. Штеффлер прославився своїми астрономічними розрахунками календарів і таблиць, годинників і небесних глобусів, які навіть використовував Микола Коперник. У 1511 році Штеффлер побудував астрономічний годинник для ратуші Тюбінгена.
У наступні роки в Тюбінгені працювали такі відомі тогочасні астрономи, як Філіп Імссер зі Страсбурга, Філіпп Апіан з Інгольштадта, Самуель Айзенменгер з Бреттена та Міхаель Местлін з Геппінгена. За підтримки Местліна в Тюбінгені в 1596 році була надрукована перша праця «Таємниця світу» його учня Йоганна Кеплера. Местлін використовував горище колегіальної церкви Тюбінгена як своєрідну камеру-обскуру — світло від сонця та місяця падало на підлогу через невеликі отвори в черепиці та утворювало збільшене зображення світила. У 1631 році професором астрономії призначили Вільгельма Шикарда, ерудита, винахідника й конструктора однієї з перших лічильних машин.
У 1752 році на північно-східній вежі Тюбінгенського замку була створена університетська обсерваторія, але без достатнього фундаменту для опори телескопа. Першим директором був Георг Вольфганг Краффт, який раніше викладав у Санкт-Петербурзі. Обсерваторія мала квадрант роботи паризького майстра Ланглуа, маятниковий годинник і 16-футовий (приблизно 5 м) телескоп-рефрактор. У той час Тюбінгенську обсерваторію вважали однією з найкращих у Німеччині. Коли Йоганн Кіс, який раніше працював у Берлінській обсерваторії, обійняв посаду професора, він вирішив, що обладнання та будівлі були поганими й невідповідними, і запросив нову будівлю.
За його наступника, Крістофа Фрідріха Пфлейдерера, у 1785 році обсерваторію відремонтували та вдосконалили. З 1795 року теолог Йоганн Готліб Боненбергер успішно працював в обсерваторії спостерігачем, а згодом очолив кафедру математики та фізики. Він написав важливі підручники та сконструював багато пристроїв. Він наказав побудувати в саду замку оглядовий купол з поворотним дахом. У 1816 році разом з астрономом Лінденау з Готи він заснував астрономічний журнал. Крім того, він провів вимірювання Вюртемберга, для якого обсерваторія слугувала нульовою точкою.
У 1833 році Йоганн Готліб Нерренберг обійняв посаду професора математики, фізики та астрономії та займався, серед іншого, розвитком і вдосконаленням оптичних приладів. За цей час обсерваторію перебудували й обладнали рефрактором з апертурою 15 см і фокусною відстанню 2,5 м з майстерні Йозефа фон Фраунгофера. У 1852 році професором математики й директором обсерваторії став Юліус Цех. В основному він займався теоретичною небесною механікою. З 1865 по 1888 рік обсерваторія служила майже виключно для демонстраційних цілей у рамках лекцій з астрономії.
З 1912 року директором застарілої обсерваторії був фізик Ганс Розенберг. Він створив приватну обсерваторію у своєму будинку на горі Естерберг, яка складалася з оглядового купола діаметром 4,3 м, оснащеного апохроматом з апертурою 13 см і фокусною відстанню 2,4 м. Там Розенберг визначив альбедо Місяця і розробив нові методи вимірювання блиску зір. У 1925 році він продав купол й обладнання Кільському університету, в 1926 році він переїхав до Кіля і почав працювати в Кільському університеті, а після приходу до влади нацистів емігрував з Німеччини. Він продав рефрактор, годинник Ріфлера та деякі менші інструменти Тюбінгенському університету для обсерваторії Кеплера, яку також планували збудувати на Естерберзі. Пізніше його обсерваторію знесли.
1930 року, з нагоди 400-ї річниці смерті Йоганна Кеплера, запланували збір пожертвувань для будівництва нової обсерваторії на Естерберзі. Однак через світову економічну кризу проєкт так і не був здійснений.
У 1933 році, після приходу нацистів до влади, тюбінгенський фізик Ганс Бете через своє єврейське походження був змушений емігрувати до США. Там він розробив теорію ядерного синтезу в надрах зір, за що пізніше отримав Нобелівську премію. У 1934 році в Тюбінгені була заснована кафедра астрономії, але її ніхто не обійняв.
У 1949 році Генріх Фрідріх Зідентопф з Єни очолив кафедру і почав розвивати в Тюбінгені астрофізичні дослідження. У 1956 році запрацювала нова обсерваторія на Вальдгойзер-Гее. Основним її інструментом став рефрактор з апертурою 30 см і фокусною відстанню 5 м, сконструйований компанією Carl Zeiss ще в 1924 році. Під керівництвом наступника Зідентопфа, Йоахіма Трюмпера, Тюбінген від 1971 року брав участь у важливих проєктах з рентгенівської астрономії.
У 1972 році, значною мірою завдяки астрофізику Курту Вальтеру, була заснована Астрономічна асоціація Тюбінгена. Її мета полягала в організації публічних спостережень неба в обсерваторії та розвитку загальної астрономічної освіти.
Під керівництвом Міхаеля Гревінга, директора астрономічного інституту з 1977 року, розширилися дослідження в галузі ультрафіолетової астрономії. Відтоді вчені з Тюбінгена брали участь у таких проєктах, як ORFEUS, MIR-HEXE та Гіппаркос.

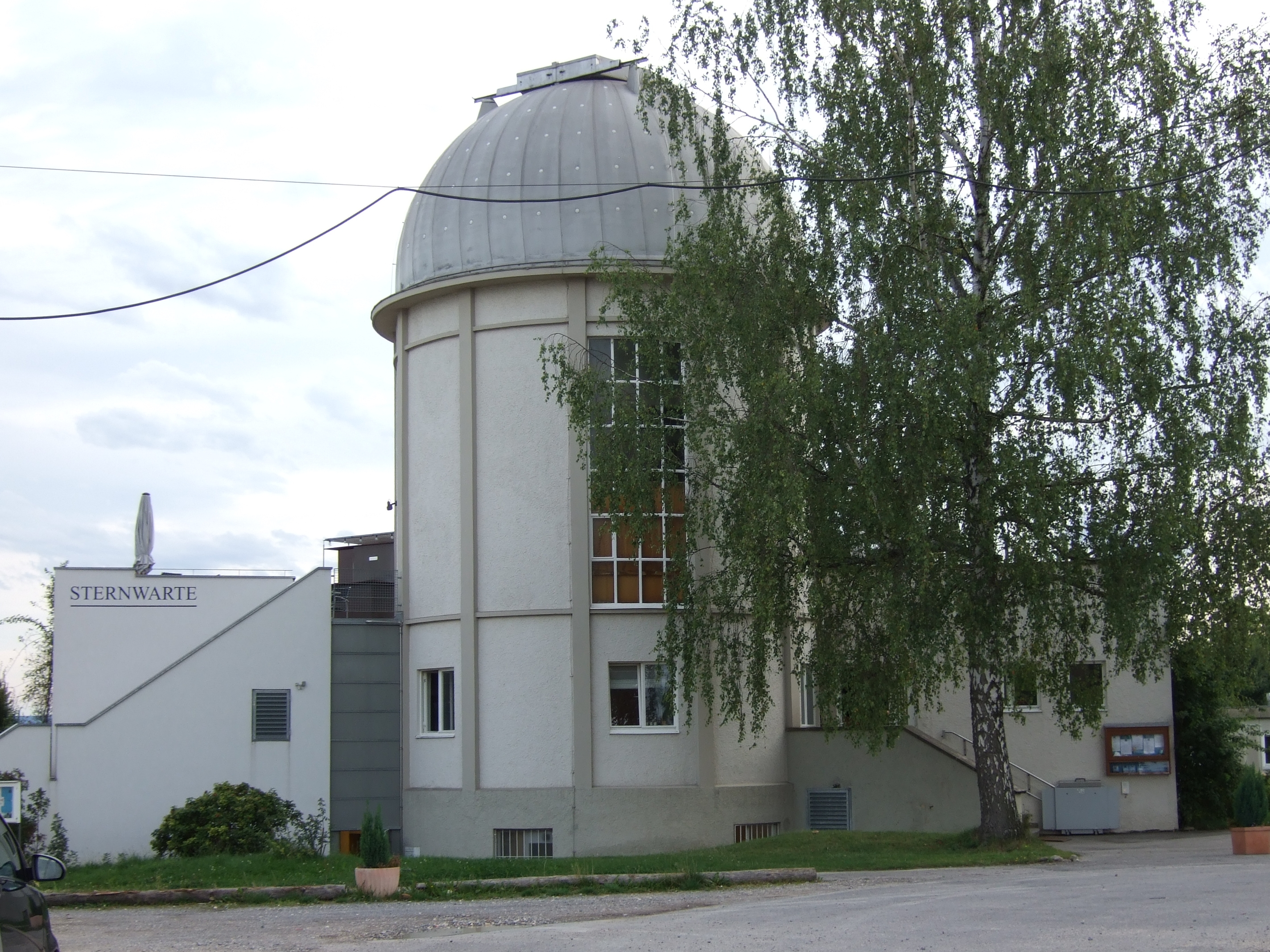
Вхід у ресторан

У 2003 році астрономічний інститут відмовився від обсерваторії, побудувавши дослідницьку обсерваторію в іншому місці. Обсерваторію придбало місто Тюбінген. Тепер вона стала частиною Технологічного парку Тюбінген-Ройтлінген.
2004 року за дорученням міста Тюбінген будівлю реконструювали так, щоб більшу частину приміщень можна було використовувати як ресторан. До осені 2016 року тут працював ресторан «Sternwarte», а з 2017 року — ресторан «Quartier an der Sternwarte» нового орендаря і з іншою концепцією.
Тюбінгенська астрономічна асоціація регулярно проводить публічні спостереження неба й астрономічні лекції в обсерваторії.

## Інструменти

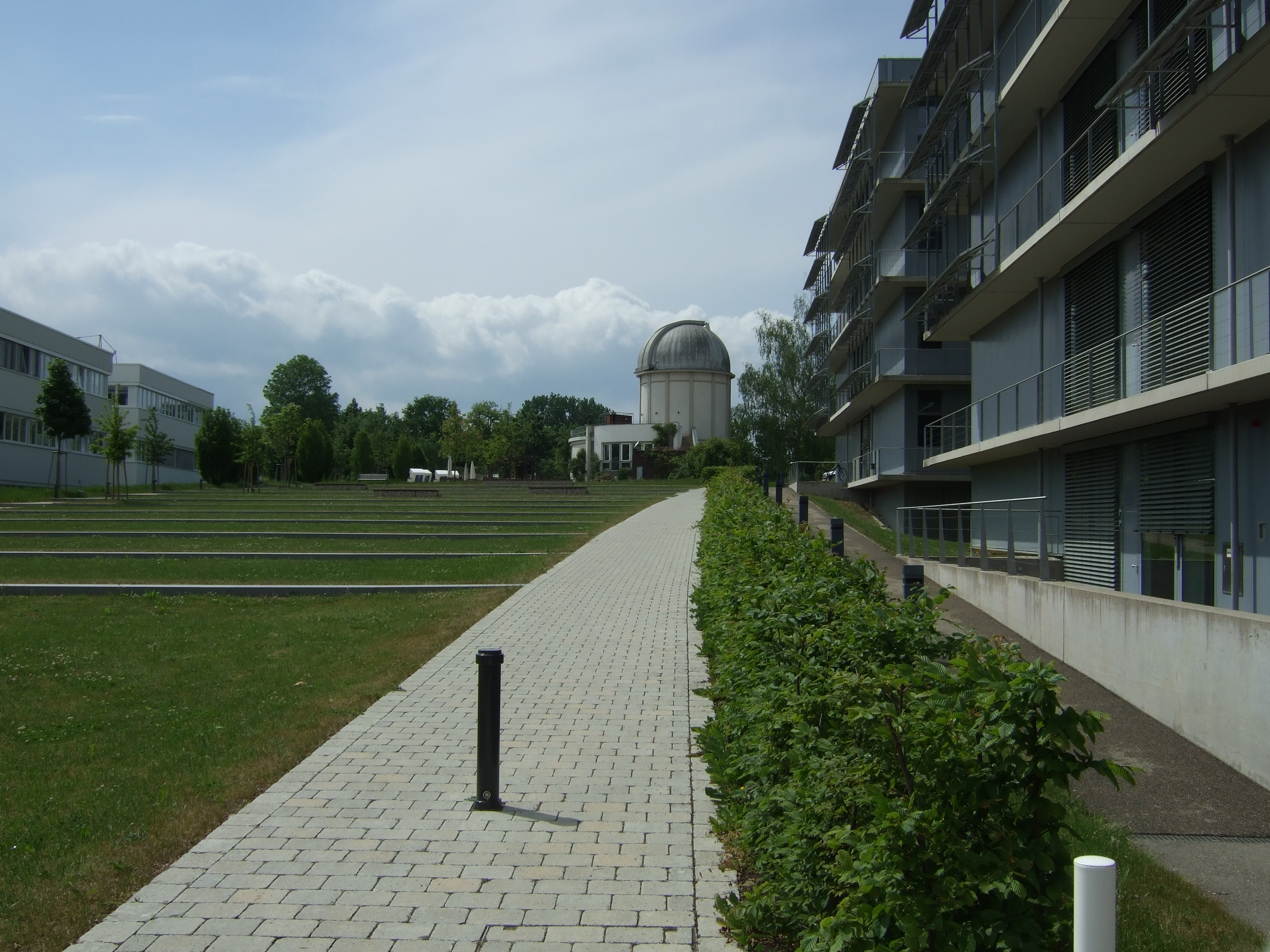
Тюбінгенська обсерваторія з біотехнологічним парком

Основним інструментом обсерваторії залишається рефрактор-ахромат з апертурою 30 см і фокусною відстанню 5 м. Інструмент замовив у 1924 році нобелівський лауреат Карло Бош у компанії Carl Zeiss за ціною 63 440 золотих марок. Пристрій прибув у 1925 році і знаходився в приватній обсерваторії Боша Гайдельберзі. На початку 1950-х років його урочисто передали Тюбінгену. З 1973 року Тюбінгенська астрономічна асоціація використовує його для публічних екскурсій.

## Парк біля обсерваторії
Через парк біля обсерваторії проходить стежка, уздовж якої на землі позначені орбіти планет. Також у парку є «живий аналематичний сонячний годинник», на якому відвідувач може визначити час за тінню, яку відкидає його тіло.